# KChart
KChart è un software libero, la cui ultima versione stabile stand alone è la 1.6.3 del 7 giugno 2007. Fa parte della parte del pacchetto KOffice 2.0.0. distribuito nel Maggio 2009, una suite office integrata al desktop environment KDE, ridenominata Calligra Suite da dicembre 2010. È già stato portato sulle librerie Qt 4 al fine di renderlo multipiattaforma.
I lavori su KChart sono iniziati nel 2004. La prima versione distribuita nell'Aprile 2004 era parte di KOffice 1.5.
Dalla versione 2.0 non è più disponibile come programma a sé stante, ma solo come integrazione all'interno degli altri componenti di KOffice.

## Funzioni
L'applicazione è relativamente semplice rispetto ad altre applicazioni come OpenOffice.org in fase di rappresentazione per piccoli Dataset (insiemi di dati), utilizzando solo i 5-6 più comuni tipi di grafico (istogramma, diagramma circolare, diagramma lineare, ecc.).
È uno strumento software per visualizzare dati numerici ed offre un'integrazione molto flessibile come componente di KOffice.
Poteva essere usato come applicazione a sé stante come un semplice editor di dati. Ora la sua funzione principale è quella di disegnare diagrammi e grafici per KWord, (ora Calligra Words), KSpread, ecc. all'interno di KOffice. KSpread, ora Calligra Tables, può essere considerato una potente sorgente di dati per KChart.